# 幸野溝

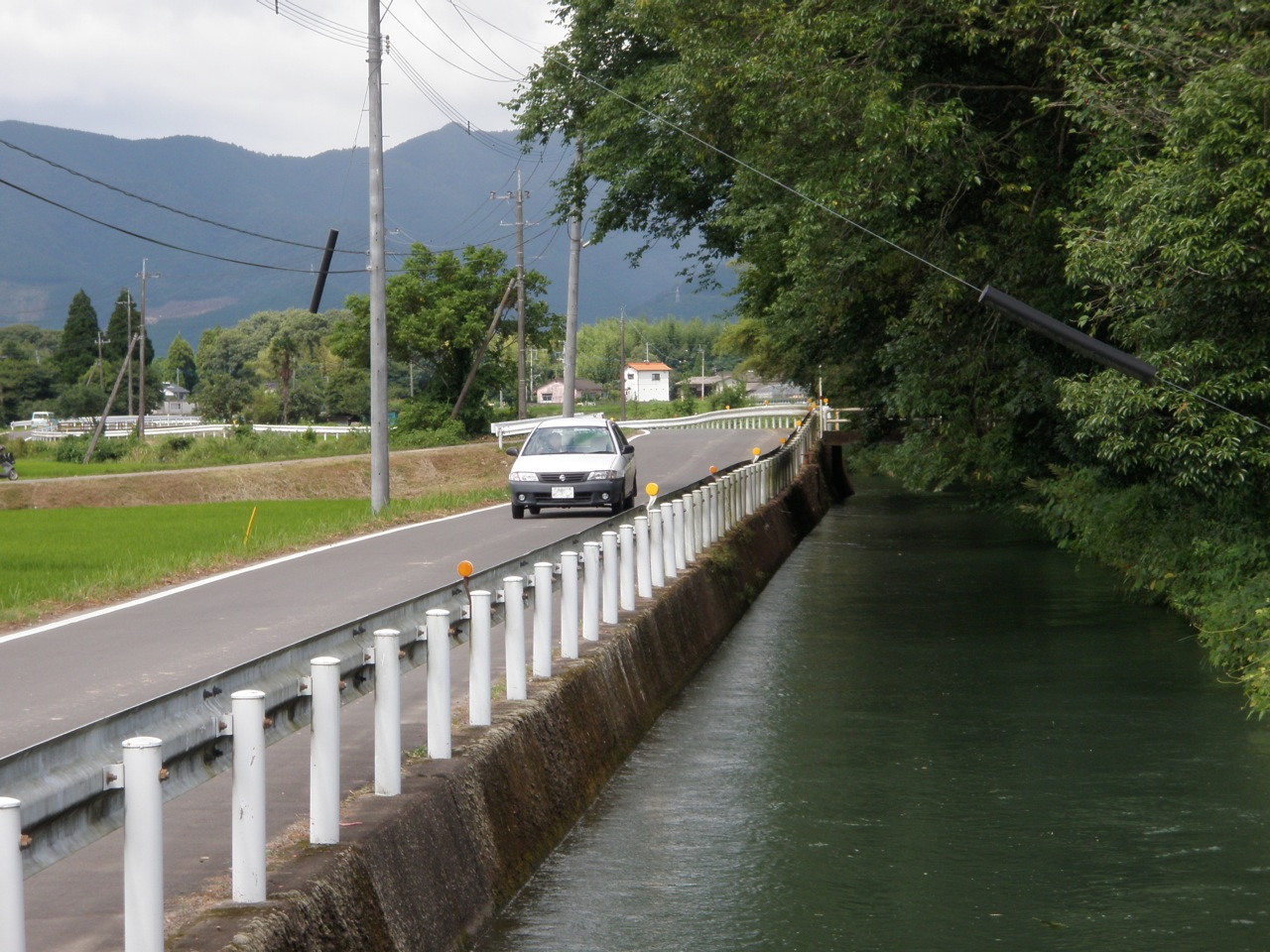
幸野溝（熊本県多良木町）

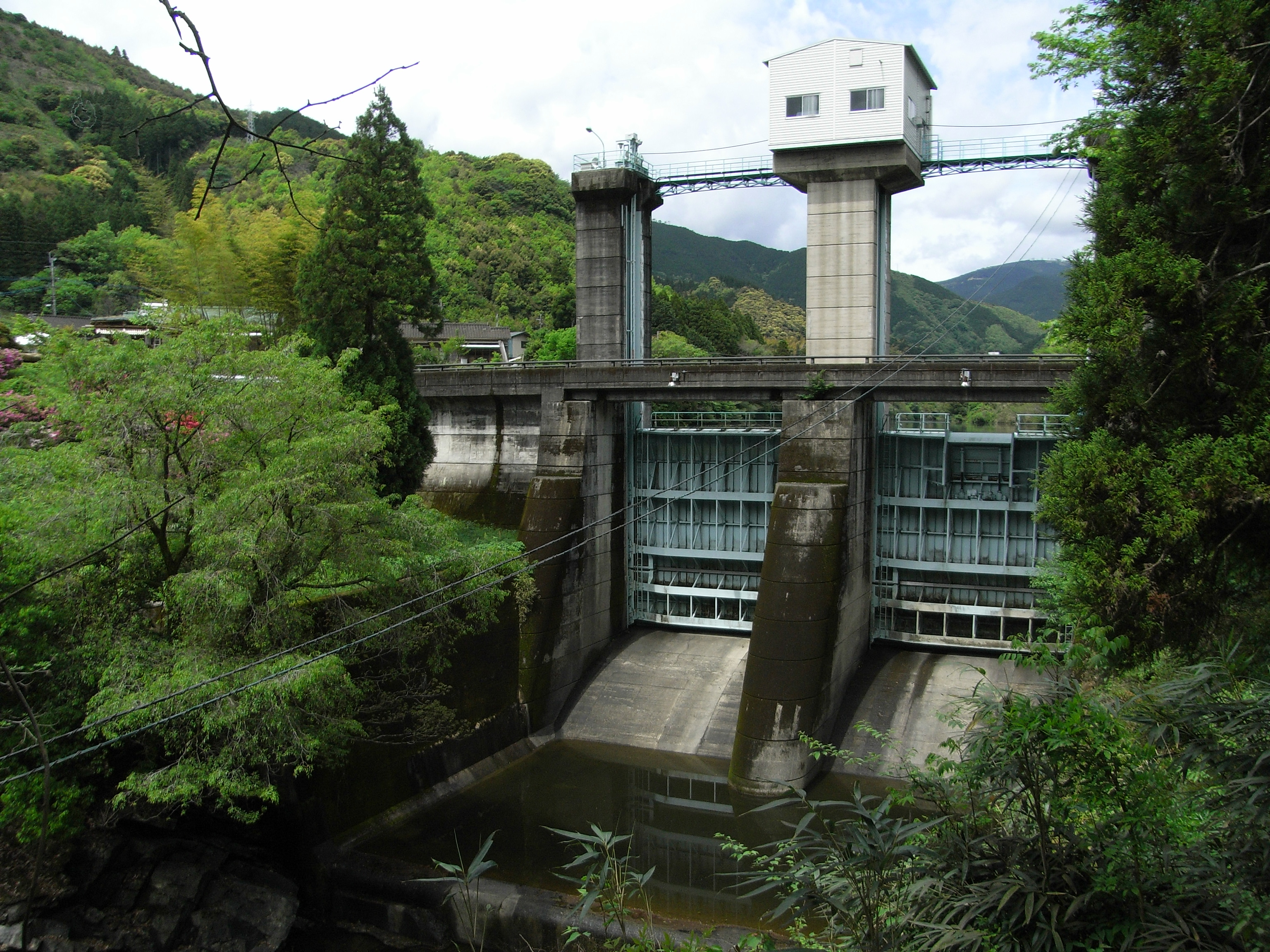
幸野ダム

幸野溝（こうのみぞ）は、熊本県球磨郡湯前町から錦町までの水田1,900ヘクタールを潤す球磨地方を代表する農業用水路。

## 概略と歴史
熊本県球磨郡湯前町馬返で球磨川から取水し、多良木町を通って末端はあさぎり町の神殿原（こうどんばる）に至る灌漑用用水路。着工は元禄9年（1696年）と翌年とする説もある。工事は球磨川の洪水、相良藩の財政窮乏による資金不足、当時の土木技術水準により困難をきわめた。役人高橋七郎兵衛政重が、1696年（元禄9年）から10年がかりで、1705年（宝永2年）に完成させた。百太郎溝の開削とともに、上球磨地方の水田化が著しく進んだ。しかし、扇状地にはまだ広い原野が残っていた。
約250年後の1958年に市房ダムの建設に関連して、本格的な県営球磨川南部地区土地改良工事が着工。市房ダムの下流部に作られた幸野ダムの水を取り入れ、受益面積は3500ヘクタールに及ぶ。完工は1968年。コンクリート張りの近代的水路に生まれ変わった。
2016年（平成28年）、「幸野溝・百太郎溝水路群」として国際かんがい排水委員会のかんがい施設遺産に登録された。